# تالس شوتز
تالس شوتز (به پرتغالی: Tales Schütz) مهاجم اهل برزیل است که در شهر پورتو الگره و در تاریخ ۲۲ اوت ۱۹۸۱ به دنیا آمده‌است.
تالس شوتز در تیم‌های فوتبال Botafogo سابقهٔ حضور دارد.